# Халєєва Ірина Іванівна
Ірина Іванівна Халєєва (нар. 4 лютого 1946, Пхеньян, КНДР) — радянський та російський філолог; ректор Московського державного лінгвістичного університету (1986—2016).

## Біографія
У 1969 році закінчила Московський державний педагогічний університет імені Моріса Тореза (факультет німецької мови). Спеціальність — теорія навчання іноземних мов і теорія мовознавства. Науковим керівником був викладач німецької мови, фахівець в галузі використання технічних засобів при вивенні іноземних мов, перекладач, кандидат педагогічних наук, професор Абрам Семенович Лур'є. У 1977 році захистила кандидатську дисертацію за темою: «Вивчення діалогічного мовлення в мовному вузі на основі використання звукозапису»

## Професійна діяльність
З 1969 року — викладач, старший викладач, завідувач кафедри німецької мови перекладацького факультету, проректор з навчальної роботи в Московському державному лінгвістичному університеті (МЛУ).
У 1986 році обрана ректором Московського державного лінгвістичного університету. Одноголосно переобиралася на посаді ректора в 1989, 1994, 1999 і 2008 рр.
Як професор І. І. Халеева вела активну наукову, педагогічну та організаційну роботу. На сайті Вищої атестаційної комісії РФ позначен як визнаний лідер школи підготовки професіоналів інтерлінгвокультурного спілкування (перекладачів, дипломатів, журналістів-міжнародників, викладачів іноземних мов та ін.).
- голова Навчально-методичного об'єднання з лінгвістичного освіти[3]
- член Міжнародної групи експертів Ради Європи у проекті «Лінгвістична політика для багатомовної і політкультурной Європи»[4]
- президент міжнародного проекту «Лінгвауні»[5]
- президент Асоціації лінгвістичних ВНЗ (країни СНД і Балтії),[6]
- президент Асоціації германістів і викладачів німецької мови Росії[7]
- член Міжнародного акредитаційного комітету в Раді Європи з проекту «Мовний портфель»,
- національний координатор по лінгвістичним програмам Ради Європи та Центру сучасних мов в місті Грац (Австрія).

## Праці та наукові досягнення
Автор понад 100 наукових праць в галузі методики вивчення іноземних мов і методології наукового перекладу, у сфері загального мовознавства та германістики, зокрема такі праці, як:
- «Вивчення діалогічного мовлення в мовному вузі на основі використання звукозапису» (1977);[8]
- «Основи теорії навчання розпізнавання іноземної мови» (1990);[9]
- «Методика роботи зі звучним текстом в мовному вузі: німецька мова» (1990);[10]
- "Картина світу і лексичний мінімум при підготовці перекладачів " (1993);
- "Лінгвосоціокультурні аспекти стратегій управління конфліктами "(1997);
- "Про застосування гендерних підходів до теорії навчання мовам і культурам "(2000).

## Додаткові матеріали та праці
- Халєєва І. І. Основи теорії навчання сприйняття іноземної мови: підготовка перекладачів. М .: Вища. шк., 1989. — С. 166.
- Халєєва І. І. Картина світу і лексичний мінімум при підготовці перекладачів: Зб. поч. тр. № 350. — М .: Изд-во МЛУ, 1990. — С. 62.
- Халєєва І. І. Лінгвосоціокультурний компонент підготовки перекладачів // Переклад і лінгвістика тексту: Зб. ст. М .: Всеросс. центр перекладів, 1994. — С. 23-30.
- Халєєва І. І. Перекладач в інтеркоммунікаціі: Зб. науч. ст. М., 2000. — С. 12.